# سبتري
السبتري، أو خربة سبتارة، وهي قرية فلسطينية كانت عامرة عام 1122هـ، ذكرها الرحالة مصطفى البكري بأسم سبطارة التي شنت العرب حولها الغارة، وقد نزل سكانها بعد خرابها إلى كفر عانة.